# Vilar de Ferreiros
Pour les articles homonymes, voir Vilar et Ferreiros.
Vilar de Ferreiros est une paroisse civile portugaise (en portugais : freguesia) de la municipalité de Mondim de Basto dans le district de Vila Real.

## Démographie
Lors du recensement de 2021, Vilar de Ferreiros compte 888 habitants.